# 唇彩

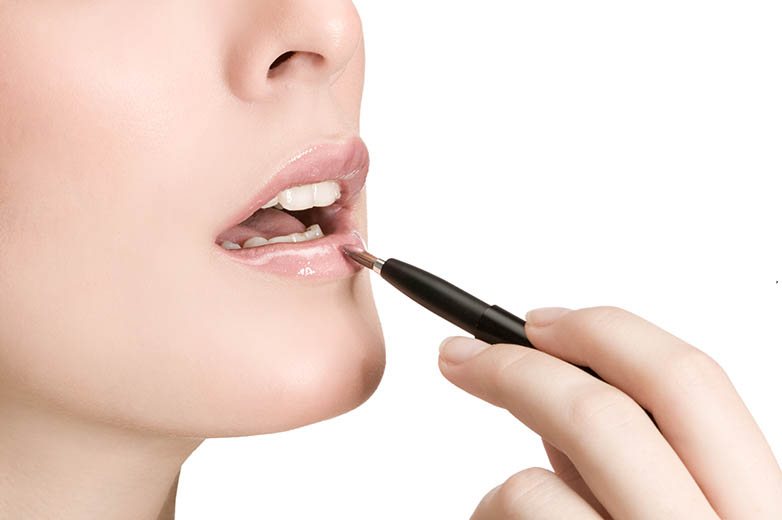
一女子正在用可伸缩唇彩涂抹嘴唇

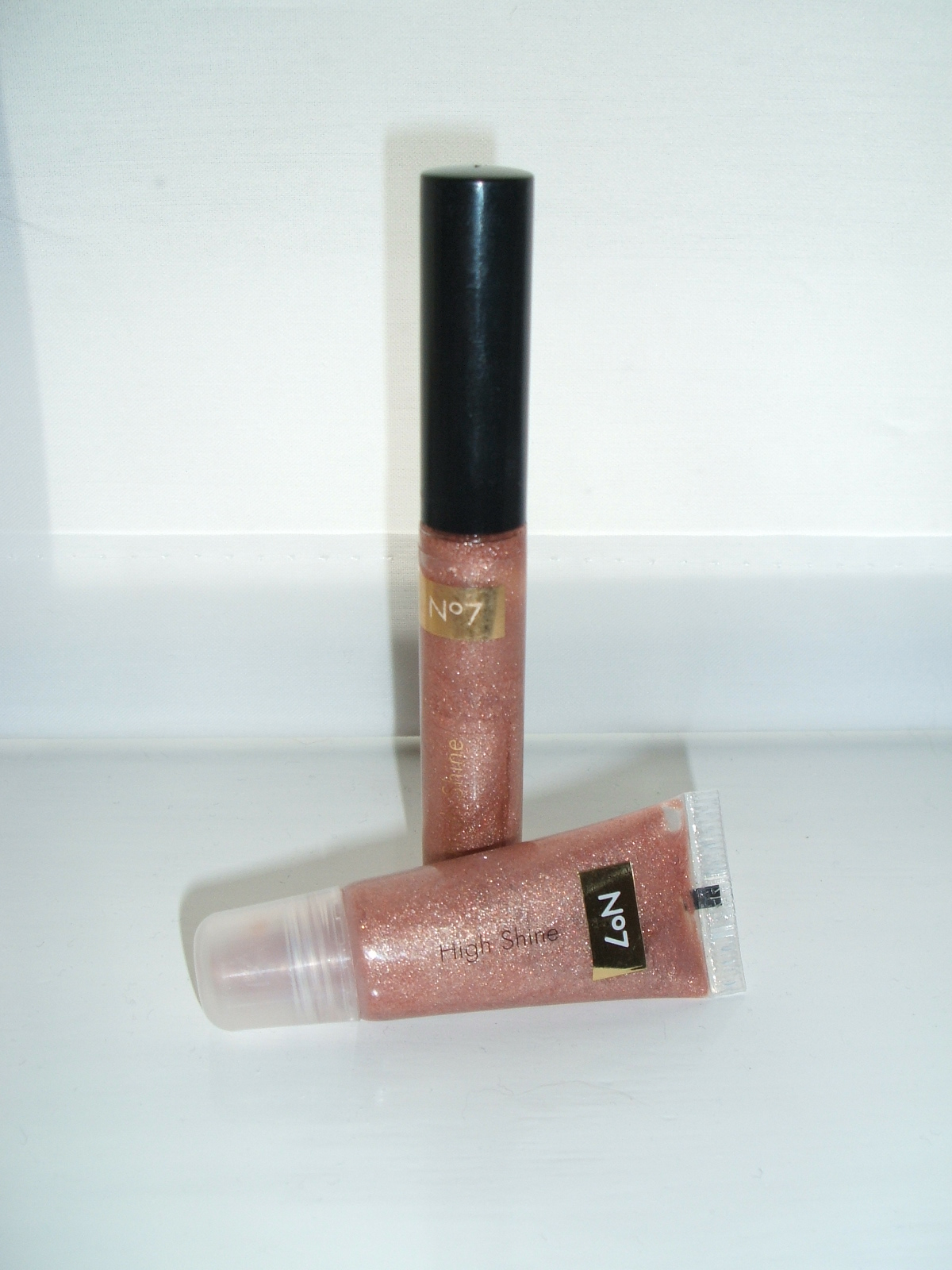
可擠壓管狀的唇彩，以及棒狀塗抹器的唇彩

唇彩也稱為唇蜜，是一种化妆品，主要用于给嘴唇添加光泽，有时也用于給嘴唇添加一些細微的颜色。1930年，蜜丝·佛陀發明了唇彩。第一款商業化唇彩產品於1932年推出。唇彩一般是液體、啫喱狀，或是較軟的固體。唇彩會有不同層次的透明度，從透明到完全不透明，而且可以有各種磨光、閃光、光澤的表面。
唇彩和醫療用或舒緩用的潤唇膏不同，也和顏色較深的口紅不同。